# NGC 5883
NGC 5883 ist eine 13,8 mag helle Linsenförmige Galaxie vom Hubble-Typ S0 im Sternbild Waage auf der Ekliptik. Sie ist schätzungsweise 330 Millionen Lichtjahre von der Milchstraße entfernt und hat einen Durchmesser von etwa 90.000 Lichtjahren.
Im selben Himmelsareal befindet sich u. a. die Galaxie NGC 5878, NGC 5880, NGC 5892.
Das Objekt wurde am 30. Juli 1867 von Joseph Winlock entdeckt.